# Alchemist (entreprise)
Pour l’article homonyme, voir The Alchemist.
Alchemist est une entreprise spécialisée dans le développement et la production de jeux vidéo. Elle est membre de la Computer Entertainment Supplier's Association et de la Computer Entertainment Rating Organization.

## Historique
- 1991 : Création de l'entreprise Bei Kurisutaru (ベイ・クリスタル, lit. Cristal de la baie?) à Sapporo sur l'île d'Hokkaidō.
- 2000 : Changement de nom pour Alchemist. (アルケミスト?).
- 2000 : Ouverture des bureaux du siège social à Urayasu dans la Préfecture de Chiba.
- 2002 : Adaptation du jeu PC Kimi ga nozomu eien sur Dreamcast.
- 2004 : La société adopte pour mascotte Binchō-tan.
- 2006 : Déménagement du siège social à Tokyo, dans le quartier Tomioka de l'arrondissement Kōtō.
- 2007 : Lancement du site Alchemist Boy.
- 2008 : Premier jeu de l'entreprise sur Nintendo DS et PSP, Higurashi Kizuna (ひぐらしのなく頃に絆?), inspiré de Higurashi no naku koro ni.
- 2010 : Adaptation sur PlayStation 3 de Umineko no Naku Koro ni ~Majo to Suiri no Rondo~ (うみねこのなく頃に ～魔女と推理の輪舞曲～, Quand les Goélands Pleurent ~Rondo de la Sorcière et du Raisonnement~?).

## Productions

### Ludographie
- 2002
  - Kimi ga nozomu eien
- 2003
  - Wind : a breath of heart
  - Princess Holiday
  - Chocolat : maid café "curio"
- 2004
  - Tsuki wa Higashi ni Hi wa Nishi ni: Operation Sanctuaire
  - Baldr Force
  - Katakamuna : Ushinawareta Ingaritsu
- 2005
  - DUEL SAVIOR DESTINY
  - Otome wa Boku ni Koishiteru
- 2006
  - Haru no Ashioto
  - Parfait : Seconde Préparation au Chocolat
  - Aria The Natural : Mirage d'un souvenir lointain
- 2007
  - Higurashi no naku koro ni, Matsuri
  - Kono Aozora ni Yakusoku o : Mélodie du soleil et de la mer
  - Pure×Cure Re:covery
  - Baldr bullet "revellion"
  - Higurashi no naku koro ni, Matsuribayashi-hen
- 2008
  - Higurashi no naku koro ni Kizuna
  - Aria The Origination : Erushiero la planète bleue
  - Sugar+Spice! anoko no suteki na nanimokamo
  - Koisuru otome to shugo no tate : Le bouclier d'AIGI
  - Higurashi no naku koro ni Kizuna : Chapitre II
  - Higurashi Daybreak
  - Akai Ito DS
- 2009
  - Trigger Heart Exelica Plus
  - Higurashi no naku koro ni Kizuna : Chapitre III
  - Akai Ito Destinity DS
  - Sekirei ~Gifts from the Future~
  - Higurashi Daybreak PSP MEGA EDITION
- 2010
  - Higurashi no naku koro ni Kizuna : Chapitre IV
  - No fate! Only the power of will
  - Saki PSP
  - Nicola Kanshuu Model Oshare Audition
  - Pachi-slot Higurashi no naku koro ni matsuri
  - Otome wa Boku ni Koishiteru PSP
  - Suzunone Seven : Rebirth Knot
  - Hana To Otome Ni Shukufuku Wo: Cadeau de la brise printanière
  - Koi suru Otome to Shugo no Tat PSP
  - Chou Kowai Hanashi DS
  - Umineko no Naku Koro ni : Majo to Suiri no Rinbukyoku
- 2011
  - Gal*Gun
  - Princess Frontier PSP
  - Otome wa Boku ni Koishiteru PSP :  Les aînés
  - Saka Agari Hurricane PSP
  - Ōgon Musōkyoku

### Alchemist Boy
Alchemist Boy (少年アルケミスト) est un site Web lancé en 2007 par Alchemist. Il a d'abord été annoncé le 22 avril, comme un poisson d'avril, puis officiellement annoncé le 1er mai. Le lancement a eu lieu le 1er mai 2007. Le site propose des Livre dont vous êtes le héros, au format Html, où le joueur fait des choix grâce à des liens hypertexte. Ce sont des jeux assez proches d'une Fiction interactive, mais jouable dans un Navigateur web. Le site propose aussi des Webradios. L’accès au contenu proposé est gratuit et ne nécessite aucune adhésion ni inscription.

#### Contenu proposé

##### Visual novelsen ligne
- L'histoire du dragon Verokia (ヴェロキア竜騎兵物語, Verokia ryuukihei monogatari?)
- SHIKHI
- Sevunnaitsu - 7 nuits - (セヴンナイツ -7nights-?)
- Chiko Chiko BANG ! - Chef lunatique II - (ちこちこBANG! 〜きまぐれ第二執行部〜?)
- Journal de Jitsugetsu Tokio, Hikikomori (日月時男のひきこもり日記?)
- Shainiburu - Kagayaki takute - (シャイニーブルー 〜輝きたくて〜?)

##### Webradio
- Pure Nouveautées ! (ピュアっと!×きゅあラジ☆?)
- Rajioburiamu Barudobaretto (バルドバレット・ラジオブリアム?)